# Кухороги
Кухорогите (Bovidae) са семейство преживни тревопасни бозайници от разред Чифтокопитни (Artiodactyla). Към него спадат и редица домашни животни.

## Описание
На краката си кухорогите имат 2 или 4 (опорни) пръста, а крайните втори и пети пръст са закърнели и не опират в земята.
Приспособени са за хранене с твърда растителност, във връзка с което са им развити високи коронки на кътните зъби. Долните кучешки зъби плътно опират в съседните резци. Стомахът им е разделен на 4 дяла – търбух, мрежа, книжка и сирищник, а с някои изключения имат и жлъчен мехур.

За разлика от Еленовите, кухорогите не сменят рогата си и те растат през целия им живот. Тези рога са неразклонени и кухи и представляват израстъци на черепните кости, покрити с рогова обвивка от видоизменен епидермален слой на кожата. Присъщи са обикновено само на мъжките (т.е. кухорогите въобще проявяват полов диморфизъм), но при някои видове и женските имат.

## Класификация
- семейство Bovidae – Кухороги
  - подсемейство Aepycerotinae – с единствен представител антилопата-импала
    - род Aepyceros – импали

  - подсемейство Alcelaphinae – Кравоподобни антилопи, бубали
    - род Alcelaphus (Sigmoceros)
    - род Beatragus (Alcelaphus)
    - род Connochaetes – антилопи-гну
    - род Damaliscus

  - подсемейство Antilopinae – Антилопи (газели, антилопи-джуджета и сайга)
    - род Ammodorcas – газели-дибатаг
    - род Antidorcas – газели-спрингбок
    - род Antilope – антилопи-еленокози
    - род Dorcatragus – антилопи-бейра
    - род Eudorcas (Gazella)
    - род Gazella – газели
    - род Litocranius – жирафови газели геренук
    - род Madoqua (Rhynchotragus) – антилопи дик-дик
    - род Nanger (Gazella)
    - род Neotragus – антилопи-джуджета
    - род Oreotragus – скални антилопи клипшпрингер
    - род Ourebia – антилопи-ориби
    - род Procapra – средноазиатски газели, дзерени
    - род Raphicerus – антилопи грисбок и стийнбок
    - род Saiga – сайги

  - подсемейство Bovinae – Говеда (вкл. Винторогите антилопи (Strepsicerotini))
    - род Bison – бизони
    - род Bos – говеда
    - род Boselaphus – антилопи-нилгау
    - род Bubalus – биволи
    - род Pseudonovibos – нов род говеда, чието съществуване е спорно
    - род Pseudoryx – нов род говеда-саола
    - род Syncerus – африкански биволи
    - род Taurotragus – антилопи-кана
    - род Tetracerus – четирироги антилопи
    - род Tragelaphus – антилопи-куду, ниала, ситатунга и др.

  - подсемейство Caprinae – Кози (кози, овце, овцебик и др.)
    - род Ammotragus
    - род Budorcas – такини
    - род Capra – кози
    - род Capricornis (Naemorhedus) – серау
    - род Hemitragus – тарове
    - род Naemorhedus (Nemorhaedus) – горали (амурски горал, червен горал и подобни)
    - род Oreamnos – снежни кози
    - род Ovibos – овцебикове
    - род Ovis – овце
    - род Pseudois – барали, сини овни
    - род Rupicapra – диви кози

  - подсемейство Cephalophinae – дукери
    - род Cephalophus
    - род Philantomba (Cephalophus)
    - род Sylvicapra

  - подсемейство Hippotraginae – Конски антилопи, саблероги антилопи
    - род Addax – антилопи-адакс
    - род Hippotragus – конски антилопи
    - род Oryx – орикси

  - подсемейство Pantholopinae – с единствен представител антилопата-оронго (Pantholops hodgsonii); В някои източници Тибетската антилопа оронго се отнася или към Антилопите (Antilopinae) или към Козите (Caprinae)
    - род Pantholops – тибетски антилопи оронго

  - подсемейство Peleinae – с единствен представител сърнената антилопа, наричана и рийбок (Pelea capreolus); В някои източници Сърнената антилопа Пелеа или Рийбок се отнася към Водните козли (Reduncinae)
    - род Pelea – сърнени антилопи пелеа или рийбок

  - подсемейство Reduncinae – Водни козли
    - род Kobus (Adenota, Onotragus) – водни козли
    - род Redunca – редунки